# Leina Krespi
Leina Perelman da Matta, mais conhecida como Leina Krespi (Rio de Janeiro, 18 de dezembro de 1938 — Rio de Janeiro, 27 de maio de 2009) foi uma atriz brasileira.

## Biografia
Os olhos azuis e a vocação para papéis humorísticos começaram a ser notados ainda na década de 60, quando da sua estreia no teatro.
No mesmo período, estreou na televisão em produções de Glória Magadan na recém-inaugurada Rede Globo, contabilizando cerca de 20 telenovelas na carreira, entre as quais Pecado Capital (1975), Guerra dos Sexos (1983), Roque Santeiro (1985) e Cambalacho (1986), onde fez bastante sucesso com seus personagens bem-humorados, sendo presença constante em novelas de Sílvio de Abreu. Leina também atuou em humorísticos como Planeta dos Homens e Sítio do Picapau Amarelo. Seu último trabalho na televisão fora em 1997 na novela Zazá interpretando Nilda.
Estreou no cinema em 1966 no filme Amor e Desamor, de Carlos Alberto de Souza Barros. Estrelou filmes de relativo sucesso como As Duas Faces da Moeda (1969), A Queda (1976) e O Ibraim do Subúrbio (1976), totalizando 12 filmes. Sua última atuação no cinema se deu numa pequena participação em A Guerra dos Rocha (2008), de Jorge Fernando e Maria Carmem Barbosa.
Viveu seus últimos anos no bairro de Copacabana (RJ). Em 2008, gravou um depoimento para o Memorial Norma Suely. Faleceu aos 70 anos no dia 27 de maio de 2009, em consequência de um câncer no esôfago. De acordo com a assessoria de imprensa do Hospital São Lucas, a atriz se encontrava internada na Unidade de Terapia Intensiva (UTI), desde 22 de maio. Deixou duas filhas, Geórgia e Patrícia. Em nota, a produtora de teatro Lulu Librandi descreveu a amiga como "uma mulher de humor impecável, sempre alegre". Foi sepultada no Cemitério Israelita de Vilar dos Teles, no Rio de Janeiro.

## Filmografia

### Televisão
| Ano  | Título                           | Personagem                           | Notas                               |
| ---- | -------------------------------- | ------------------------------------ | ----------------------------------- |
| 1966 | Eu Compro Esta Mulher            | Léa                                  |                                     |
| 1967 | A Rainha Louca                   | Madeleine                            |                                     |
| 1967 | Os Miseráveis                    | Éponine                              |                                     |
| 1967 | O Homem Proibido                 | Helga                                |                                     |
| 1969 | Rosa Rebelde                     | Cinira                               |                                     |
| 1975 | Roque Santeiro: Versão Censurada | Rosaly                               |                                     |
| 1975 | Pecado Capital                   | Elisete Moreno                       |                                     |
| 1976 | Planeta dos Homens               | Vários Personagens                   |                                     |
| 1978 | Sítio do Picapau Amarelo         | Aspásia                              | Episódio: "O Minotauro"             |
| 1981 | Baila Comigo                     | Carmela Coelho (Carmem Carmim)       |                                     |
| 1981 | Jogo da Vida                     | Dona Ilze                            |                                     |
| 1982 | Sítio do Picapau Amarelo         | Alga Olga                            | Episódio: "Reinações de Narizinho"  |
| 1983 | Guerra dos Sexos                 | Semíramis da Silva                   |                                     |
| 1984 | Vereda Tropical                  | Dona Violeta                         |                                     |
| 1985 | Roque Santeiro                   | Maria Igarapé                        |                                     |
| 1985 | Um Sonho a Mais                  | —                                    | Participação Especial               |
| 1986 | Cambalacho                       | Ademilde Antunes (Dedé)              |                                     |
| 1987 | Corpo Santo                      | Carminda                             |                                     |
| 1988 | Sassaricando                     | Tia Labibe                           |                                     |
| 1988 | Bambolê                          | Dona Maria                           | Participação                        |
| 1988 | Bebê a Bordo                     | Vespúcia (Vespa)                     |                                     |
| 1989 | O Sexo dos Anjos                 | Jandira                              |                                     |
| 1990 | Lua Cheia de Amor                | Robertona                            |                                     |
| 1992 | Perigosas Peruas                 | Ambrósia Garcia                      |                                     |
| 1992 | Você Decide                      | —                                    | Episódio: "Cigarra ou Formiga?"     |
| 1992 | Deus Nos Acuda                   | Vizinha de Dona Armênia              |                                     |
| 1993 | O Mapa da Mina                   | Dona Zuleica                         |                                     |
| 1994 | A Viagem                         | Sueli                                |                                     |
| 1994 | Quatro por Quatro                | Detenta Que Ameaça Tatiana na Cadeia | Capítulos "125 e 126"               |
| 1994 | Você Decide                      | —                                    | Episódio: "Abuso Sexual"            |
| 1994 | Você Decide                      | —                                    | Episódio: "O Transplante"           |
| 1995 | Você Decide                      | —                                    | Episódio: "O Príncipe Desencantado" |
| 1995 | Você Decide                      | —                                    | Episódio: "Veneno Ambiente"         |
| 1997 | Zazá                             | Nilda                                |                                     |

### Cinema
| Ano  | Título                     | Papel                    | Notas          |
| ---- | -------------------------- | ------------------------ | -------------- |
| 1966 | Amor e Desamor             | Norma                    |                |
| 1967 | Mar Corrente               | —                        |                |
| 1969 | As Duas Faces da Moeda     | —                        |                |
| 1971 | A Casa Assassinada         | Betty                    |                |
| 1973 | Joanna Francesa            | Das Dores                |                |
| 1975 | Jouez Encore, Payez Encore | Ela mesma                | Documentário   |
| 1976 | A Queda                    | —                        | [ 1 ]          |
| 1976 | O Ibraim do Subúrbio       | Carmelita / Sra. Botelho |                |
| 1977 | A Casa das Tentações       | —                        |                |
| 1990 | Lua de Cristal             | Dona Cotinha             |                |
| 1998 | Tangerine Girl             | Sara                     | Curta-metragem |
| 1999 | O Viajante                 | Vizinha                  |                |
| 2008 | A Guerra dos Rocha         | Maria                    |                |

## Teatro[12]
- 1958/1959 - A Compadecida
- 1959 - Quem É Essa Loura?
- 1959 - Tia Mame
- 1960 - Sangue no Domingo
- 1960 - Vamos a Belém
- 1961 - Esses Maridos!!!
- 1962 - O Espanador da Lua
- 1963 - Na Terra dos Sorvetes
- 1963/1964 - Boeing, Boeing
- 1964 - Antígona
- 1965 - Os Fantástikos
- 1965/1966 - As Inocentes do Leblon
- 1971 - As Garotas da Banda
- 1973 - Hoje É Dia de Rock
- 1974 - Autos Sacramentais
- 1976 - Doce Pássaro da Juventude
- 1979 - O Rei de Ramos
- 1985 - De Bocage a Nelson Rodrigues
- 1988 - Martine seco
- 1995 - Sara e Severino na Era das Coca-Colas